# Krew z krwi
Krew z krwi – polski serial sensacyjno-kryminalny w reżyserii Xawerego Żuławskiego (seria 1), Jana Komasy (seria 2) i Michała Rogalskiego (seria 3),  wyprodukowany przez Endemol Shine Polska dla Canal+ (seria 1) i dla TVP2 (seria 2), TVP1 (seria 3) emitowany od 11 kwietnia 2012 do 14 czerwca 2015 i ponownie od 2025. Zdjęcia kręcono w Warszawie, Gdyni i Elblągu.
Serial jest adaptacją holenderskiego serialu Penoza. Po wyemitowaniu pierwszej, ośmioodcinkowej serii rozpoczęły się prace nad drugą, jednak przerwano je na początku 2013 po wycofaniu się Canal+ z produkcji filmów fabularnych i seriali w Polsce. Prawa do serialu odkupiła TVP, która ponownie wyemitowała pierwszą serię w TVP2 (od 1 grudnia 2013 do 19 stycznia 2014) i wyprodukowała drugą, 10-odcinkową serię, emitowaną od 12 kwietnia 2015. 20 lutego 2014 serial został wydany przez TVP na DVD.
W lipcu 2024 roku poinformowano, że trwają prace nad trzecim sezonem serialu, który emitowano na antenie stacji TVP1 od marca 2025. Producentem pozostało Endemol Shine Polska.

## Opis fabuły
Akcja serialu rozgrywa się w Gdyni. Carmen Rota-Majewska (Agata Kulesza), córka byłego bossa mafii, wiedzie życie z dala od kryminalnego półświatka i wychowuje trójkę dzieci. Jej mąż, Marek (Zbigniew Stryj) oficjalnie prowadzi prywatną przystań jachtową, ale w rzeczywistości, razem z bratem Carmen, Wiktorem (Andrzej Andrzejewski) i jego kumplem Stefanem (Łukasz Simlat) zajmuje się przemytem papierosów.
Gdy mąż Carmen ginie w wyniku gangsterskich porachunków, jej życie diametralnie się zmienia. Pojawiają się obcy ludzie, grożąc dzieciom, żądając spłaty długów męża i skradzionych narkotyków. By chronić bliskich, Carmen staje na czele stworzonego przez rodzinę interesu.

## Obsada
- Agata Kulesza − jako Carmen Rota-Majewska (vel Karolina Szymczak w serii 2)
- Zbigniew Stryj − jako Marek Majewski, mąż Carmen (odc. 1,2 i 8)
- Aleksandr Domogarow − jako Anton (odc. 2-8)
- Andrzej Andrzejewski − jako Wiktor Rota, brat Carmen
- Izabela Kuna − jako Sandra Kozłowska, przyjaciółka Carmen
- Łukasz Simlat − jako Stefan Kozłowski, mąż Sandry (odc. 1-8)
- Maciej Musiał − jako Franek Majewski, syn Carmen i Marka
- Małgorzata Buczkowska − jako Marlena Rota-Wieczorek, siostra Carmen (odc. 1-7)
- Iwona Bielska − jako Anna Rota, matka Carmen
- Jerzy Grałek − jako Andrzej Rota, ojciec Carmen
- Ksawery Szlenkier − jako Janusz Wieczorek, mąż Marleny Roty (odc. 1-8)
- Mariusz Bonaszewski − jako Luther, człowiek Andrzeja Roty
- Gabriela Oberbek − jako Klaudia, kochanka Andrzeja Roty
- Szymon Bobrowski − jako Bronek, człowiek Antona
- Małgorzata Kozłowska − jako Natalia Majewska, córka Carmen i Marka
- Natan Czyżewski − jako Borys Majewski, syn Carmen i Marka
- Michał Czernecki − jako Łukasz Trzciński
- Piotr Nowak − jako nadkomisarz Paweł Żaryn

W serii 2:
- Bartłomiej Topa – jako Jan Wolski, partner Carmen
- Roma Gąsiorowska – jako Ewa Rota, żona Wiktora
- Piotr Głowacki – jako Speedy
- Wiesław Komasa – jako Henryk Rosiak
- Kinga Preis – jako prokurator Reszke
- Adam Woronowicz – jako mecenas Lipski
- Tomasz Sobczak – jako inspektor Kłos
- Anna Próchniak – jako Olga
- Magdalena Popławska – jako adwokat Carmen
- Jacek Poniedziałek – jako Holender
- Gabriela Muskała – jako Pamela, córka Rosiaka
- Bartosz Gelner - jako Mateusz "Młody"
- Przemysław Bluszcz - jako Policjant "Wąsacz"

W serii 3:
- Renata Dancewicz
- Piotr Pacek
- Mirosław Haniszewski
- Karolina Rzepa

## Spis serii
| Seria          | Seria | Sezon          | Odcinki    | Początek emisji  | Koniec emisji    | Pora emisji     | Średnia oglądalność | Stacja  |
| -------------- | ----- | -------------- | ---------- | ---------------- | ---------------- | --------------- | ------------------- | ------- |
|                | 1.    | wiosna 2012    | 1–8 (8)    | 11 kwietnia 2012 | 30 maja 2012     | środa, 21:00    | bd.                 | Canal+  |
| zima 2013/2014 | 1.    | 1 grudnia 2013 | 1–8 (8)    | 19 stycznia 2014 | niedziela, 21:10 | 2 006 776       | TVP2                |         |
|                | 2.    | wiosna 2015    | 9–18 (10)  | 12 kwietnia 2015 | niedziela, 21:10 | 14 czerwca 2015 | TVP2                | 997 002 |
|                | 3.    | wiosna 2025    | 19–28 (10) | 1 marca 2025     | 3 maja 2025      | sobota, 20:20   | 769 tys.            | TVP1    |